# Horst Dreier

Horst Dreier (undatiert, vor 2004)

Horst Dreier (* 7. September 1954 in Hannover) ist ein deutscher Jurist und Rechtsphilosoph. Von 1995 bis 2020 lehrte er an der Julius-Maximilians-Universität Würzburg. Von 2001 bis 2007 war er Mitglied des Nationalen Ethikrates.

## Leben
Horst Dreier studierte von 1975 bis 1981 Rechtswissenschaften an der Universität Hannover. Anschließend wechselte er an die Universität Würzburg, wo er als Assistent von Hasso Hofmann arbeitete und bei diesem 1985 mit einer Arbeit über den Rechtstheoretiker Hans Kelsen zum Dr. jur. promoviert wurde. Ebenfalls bei Hofmann folgte 1989 die Habilitation für die Fächer Öffentliches Recht, Rechtstheorie und Verwaltungswissenschaften mit der Arbeit Hierarchische Verwaltung im demokratischen Staat. Von 1989 bis 1991 war Dreier Vertreter von Lehrstühlen in Würzburg und Heidelberg, 1990 folgte die Berufung auf die C3-Professur „Öffentliches Recht“ an der Universität Heidelberg. Von 1991 bis 1995 war Dreier Inhaber des Lehrstuhls für „Öffentliches Recht und Verwaltungslehre“ am Fachbereich Rechtswissenschaft der Universität Hamburg, ab 1995 war er Ordinarius für Rechtsphilosophie, Staats- und Verwaltungsrecht an der Juristischen Fakultät der Julius-Maximilians-Universität Würzburg. Am 30. September 2020 ging er im Alter von 66 Jahren in den Ruhestand. Dreier ist Mitglied der SPD.

## Wirken
Von 1996 bis 2001 war Dreier Vertrauensdozent der Studienstiftung des deutschen Volkes und seit dem Wintersemester 1999/2000 ist er DFG-Fachgutachter für das Gebiet „Rechts- und Staatsphilosophie“. Seit 2000 ist er Mitglied des wissenschaftlichen Kuratoriums der FEST (Forschungsstätte der Evangelischen Studiengemeinschaft e. V.). 2001 folgte die Berufung zum Mitglied des Nationalen Ethikrates durch Beschluss des Bundeskabinetts, 2003 wurde er außerdem zum Vorsitzenden der Vereinigung der Deutschen Staatsrechtslehrer gewählt. Er ist Mitglied der Vereinigung für Verfassungsgeschichte.
Im Januar 2008 wurde Dreier als Kandidat der SPD für die Nachfolge Winfried Hassemers als Richter am Bundesverfassungsgericht nominiert. Als Nachfolger Hassemers wäre er bei erfolgreicher Wahl wahrscheinlich auch Vizepräsident des Bundesverfassungsgerichts geworden. Da Dreier vorgeworfen wurde, in seiner Kommentierung von Art. 1 des Grundgesetzes (GG) in bestimmten Extremfällen die Rechtmäßigkeit von Folter für diskutabel zu halten, wurde Kritik an seiner Nominierung geübt.
In seiner Kommentierung zu Art. 1 GG führt Dreier zunächst aus, dass die Garantie des Art. 1 GG jeder Abwägung mit anderen Werten von Verfassungsrang entzogen sei (Rn. 132) und dies nach herrschender Meinung auch für die Situation gelte, in der polizeiliche Folter des mutmaßlichen Täters zum Schutz des Lebens eines entführten Opfers eingesetzt werde. In der folgenden Rn. 133 führt Dreier aus, dass dieser absolute Vorrang der Menschenwürde nicht weiterhelfe, wenn sie auf beiden Seiten ins Feld geführt werden könne, und sich staatliche Organe mit zwei Rechtspflichten konfrontiert sehen könnten, die beide aus Art. 1 GG folgten. Für diesen Fall gibt Dreier keine „Lösung“, sondern sagt im folgenden Satz nur, dass bei der Beurteilung solcher Fälle „der Rechtsgedanke der rechtfertigenden Pflichtenkollision nicht von vornherein ausgeschlossen sein“ dürfte. Dabei bezieht er sich auf einen Aufsatz seines Schülers, des Münsteraner Rechtswissenschaftlers Fabian Wittreck, in dem dieser „präventivpolizeiliche Folter“ zum Schutz der Menschenwürde von Entführungsopfern befürwortet. Darüber hinaus wurde Dreier wegen seiner Ansichten zum Embryonenschutz im Rahmen der Stammzellforschung kritisiert.
Daraufhin kündigte die CDU an, Dreiers Wahl im Bundesrat zu blockieren. Trotzdem erhielt Dreier aber auch Rückendeckung aus verschiedenen Lagern. Die für den 15. Februar 2008 im Bundesrat geplante Wahl wurde verschoben. Am 17. April 2008 zog die SPD Dreier als Kandidaten zurück und benannte am Tag darauf stattdessen den Freiburger Juristen Andreas Voßkuhle.
In der deutschen Rezeptionsgeschichte der Theorien von Hans Kelsen komme Dreier „als praktisch dem ersten deutschen Nachkriegsjuristen, der als Kelsenianer bezeichnet werden kann […] eine eminente Rolle“ zu, schrieb der ungarische Staatsrechtler Péter Techet.

## Ehrungen und Auszeichnungen
Horst Dreier erhielt für seine Arbeit verschiedene Auszeichnungen. So wurde ihm im Jahr 2000 ein „Preis für gute Lehre“ durch den Bayerischen Staatsminister für Wissenschaft, Forschung und Kunst verliehen und 2002 folgte die Verleihung des Österreichischen Ehrenzeichens für Wissenschaft und Kunst durch den Bundespräsidenten der Republik Österreich.
2003 wurde Dreier zum ordentlichen Mitglied der Philosophisch-historischen Klasse der Bayerischen Akademie der Wissenschaften gewählt. 2007 wurde er in die Deutsche Akademie der Naturforscher Leopoldina aufgenommen.

## Publikationen (Auswahl)
- Rechtslehre, Staatssoziologie und Demokratietheorie bei Hans Kelsen, Nomos, Baden-Baden 1986 (Dissertation), ISBN 3-7890-1211-4.
- Hierarchische Verwaltung im demokratischen Staat. Genese, aktuelle Bedeutung und funktionelle Grenzen eines Bauprinzips der Exekutive, Mohr Siebeck, Tübingen 1991.
- Dimensionen der Grundrechte, Hennies u. Zinkeisen, Hannover 1993.
- (Hrsg.) Grundgesetz-Kommentar, Bd. 1 (Art. 1–19), 1996; Bd. 2 (Art. 20–82), 1998; Bd. 3 (Art. 83–146), Mohr Siebeck, Tübingen 2000 (Mitautor).
- Grundrechtsschutz durch Landesverfassungsgerichte, de Gruyter, Berlin 2000.
- Die deutsche Staatsrechtslehre in der Zeit des Nationalsozialismus, de Gruyter, Berlin 2001.
- (mit Wolfgang Huber) Bioethik und Menschenwürde. Ethik & Gesellschaft, Lit Verlag, Münster 2002.
- (mit Peter Badura) (Hrsg.) Festschrift 50 Jahre Bundesverfassungsgericht, Mohr Siebeck, Tübingen 2001.
- (mit Hans Forkel und Klaus Laubenthal) (Hrsg.) Raum und Recht. Festschrift 600 Jahre Würzburger Juristenfakultät, Duncker u. Humblot, Berlin 2002.
- Säkularisierung und Sakralität. Zum Selbstverständnis des modernen Verfassungsstaates. Mit Kommentaren von Christian Hillgruber und Uwe Volkmann. Mohr Siebeck, Tübingen 2013, ISBN 978-3-16-152962-7.
- Bioethik. Politik und Verfassung. Mohr Siebeck, Tübingen 2013, ISBN 978-3-16-152608-4.
- Idee und Gestalt des freiheitlichen Verfassungsstaates. Mohr Siebeck, Tübingen 2014, ISBN 978-3-16-153486-7.
- Staatsrecht in Demokratie und Diktatur. Studien zur Weimarer Republik und zum Nationalsozialismus. Mohr Siebeck, Tübingen 2016, ISBN 978-3-16-154764-5.
- Staat ohne Gott. Religion in der säkularen Moderne, C.H. Beck, München 2018, ISBN 978-3-406-71871-7.
- mit Alexander von Brünneck und Michael Wildt: ad Ernst Fraenkel. Der Doppelstaat, Europäische Verlagsanstalt, Hamburg 2021, ISBN 978-3-86393-113-1.
- Hans Kelsen zur Einführung, Junius, Hamburg 2023, ISBN 978-3-96060-336-8.

Außerdem ist er Mitherausgeber der Zeitschrift Die Öffentliche Verwaltung und der Zeitschrift für Gesetzgebung. Vierteljahresschrift für staatliche und kommunale Rechtsetzung sowie der Würzburger Vorträge zur Rechtsphilosophie, Rechtstheorie und Rechtssoziologie.

## Audio
- Christiane Florin: Grundgesetz und Religion Staat ohne Gott, Gesellschaft mit Göttern – Horst Dreier im Gespräch. (MP3; 21,6 MB; 23:37 Minuten) In: Deutschlandfunk-Sendung „Tag für Tag“. 15. März 2018, archiviert vom Original (nicht mehr online verfügbar) am 18. März 2018.
- Horst Dreier: Selbstentmachtung des Bundestags. Vorlesung zu verfassungsrechtlichen Fragen der Corona-Pandemie-Bekämpfung, gehalten beim Symposium „Infektionen und Gesellschaft“ am 30. Oktober 2020 in Hamburg; Audio bei Deutschlandfunk Nova, Video bei Akademie der Wissenschaften in Hamburg.